# Шлунко-виводкова жаба
Шлунко-виводкова жаба (Rheobatrachus) — рід земноводних родини Австралійські жаби ряду Безхвості. Має 2 види.

## Опис
Загальна довжина представників цього роду коливається від 3,3 до 7,9 см. Самиці більші за самців. Голова невелика, морда доволі коротка. Очі вирячені. На відміну від інших видів своєї родини не має під'язикової кістки. Тулуб приземкуватий. Забарвлення світло-коричневе або рудувате.

## Спосіб життя
Полюбляють дощові, мішані лісисті й гірські місцини, біля струмків і ставків. Це напівводні амфібії. Зустрічаються на висоті від 350 до 1400 м над рівнем моря. Активні переважно вдень, ховаючись у лісовій підстилці. Живляться наземними та водними комахами.
Це яйцекладні амфібії. Самиця відкладає до 25 яєць. Особливістю є вирощування пуголовків, яких мати проковтує й виношує в шлунку. Завдяки простагландину Е2 — спеціальному гормону, що його виробляє самиця, — яйця й пуголовки не переварюються. Пуголовки також виділяють спеціальну речовину, що гальмує виділення соляної кислоти. Метаморфоза триває 2 місяці. Уже сформовані жабенята виходять зі шлунка матері на землю.

## Поширення
Мешкають у Квінсленді (Австралія).

## Види
- Rheobatrachus silus
- Rheobatrachus vitellinus